# Surinam na Letnich Igrzyskach Olimpijskich 1996
Surinam na Letnich Igrzyskach Olimpijskich 1996 reprezentowało siedmiu zawodników: pięciu mężczyzn i dwie kobiety. Był to siódmy start reprezentacji Surinamu na letnich igrzyskach olimpijskich.

## Skład kadry

### Badminton
Mężczyźni
- Oscar Brandon - gra pojedyncza - 33. miejsce,

### Lekkoatletyka
Mężczyźni
- Tommy Asinga - bieg na 800 metrów - odpadł w eliminacjach,

Kobiety
- Letitia Vriesde - bieg na 800 m - odpadła w półfinale,

### Pływanie
Mężczyźni
- Enrico Linscheer - 50 m stylem dowolnym - 32. miejsce,
- Giovanni Linscheer
  - 100 m stylem dowolnym - 41. miejsce,
  - 100 m stylem motylkowym - 40. miejsce,
- Mike Fung-a-Wing - 100 m stylem grzbietowym - 47. miejsce,

Kobiety
- Carolyn Adel
  - 200 m stylem dowolnym - 28. miejsce,
  - 400 m stylem dowolnym - 40. miejsce,
  - 200 m stylem zmiennym - 31. miejsce,
  - 400 m stylem zmiennym - 22. miejsce